# William Copeland Borlase
Pour les articles homonymes, voir Copeland et Borlase.
William Copeland Borlase (5 avril 1848 - 31 mars 1899) est un antiquaire et homme politique libéral qui siège à la Chambre des communes de 1880 à 1887, date à laquelle il est ruiné par la faillite et le scandale.

## Jeunesse
Borlase est né à Castle Horneck, près de Penzance en Cornouailles, en Angleterre, fils unique de Samuel Borlase et de son épouse Mary Anne Copeland (décédée en 1882), fille de William Copeland de Chigwell, Essex .
Membre d'une riche famille cornouaillaise, le début de la vie de Borlase est très influencé par les travaux archéologiques de son arrière-arrière-grand-père, le docteur William Borlase l'historien cornouaillais. Le jeune Borlase visite de nombreux sites antiques de Cornouailles et en 1863 supervise les fouilles de la colonie préhistorique et du fogou redécouverts à Carn Euny. Bien que Borlase ait produit de nombreux croquis, il charge un autre antiquaire cornouaillais, John Thomas Blight, de réaliser les gravures du rapport.

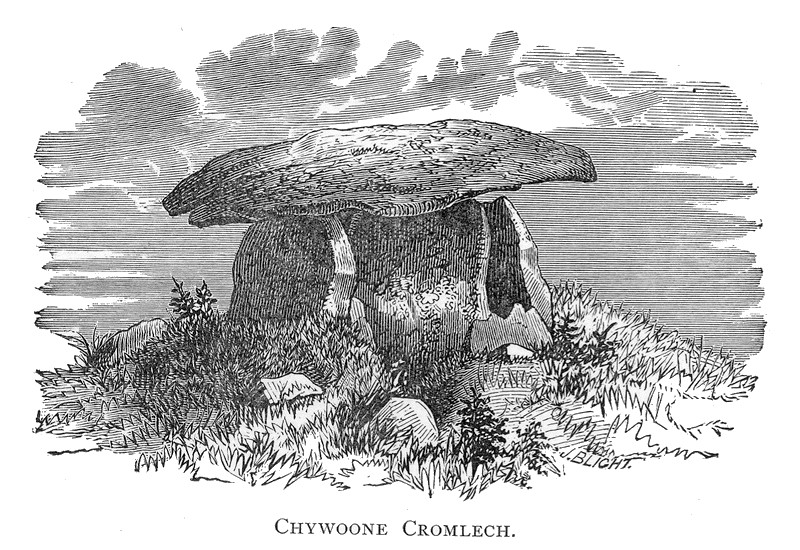
Chun Quoit, Morvah (dessin de Naenia Cornubiae, 1872)

Borlase fait ses études au Winchester College et au Trinity College d'Oxford .

## Carrière
Il est admis au barreau d'Inner Temple en 1882 et est juge de paix pour la Cornouailles et directeur adjoint des Stannaries de Cornouailles et Devon .
Aux élections générales de 1880, il est élu député libéral d'East Cornwall, jusqu'à ce que le siège soit divisé par la Redistribution of Seats Act 1885. Aux élections générales de 1885, il est élu député de St Austell . En 1886, il est nommé secrétaire parlementaire du Local Government Board. Cependant, sa maîtresse portugaise dévoile ses dettes et le scandale l'a ruiné et mis en faillite . Il démissionne de son siège à la Chambre des communes et part travailler en Irlande. Il continue également à gérer des mines d'étain en Espagne et au Portugal. Le reste de la famille l'a renié et il est décédé à 50 ans. Son adresse à sa mort est le 34, Bedford Court Mansions, Bloomsbury, à Londres .